# Montes de Oca (Argentina)
Montes de Oca es un pueblo del departamento Belgrano, en la provincia de Santa Fe, República Argentina. A 147 km de Rosario y 267 km de la ciudad capital de Santa Fe.

## Localidades

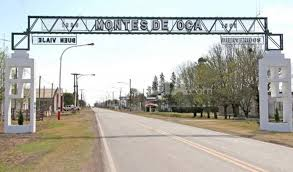
Ingreso a la localidad

- Montes de Oca
- Parajes
  - Campo La Amistad
  - Campo La Pradera
  - Caraccioli
  - La Paz
  - Paraje López
  - La Pradera
  - Luisa María

## Cultura y deporte
- Athletic Club Montes de Oca
- Lawn Tennis Club
- Biblioteca B. Rivadavia
- Rotary Club Montes de Oca
- Centro Tradicionalista Posta Del Federal
- Escuela Fiscal N.º 264
- Instituto Nuestra Señora De Las Mercedes N.º 8120
- Jardín N.º 200
- AM1600 Radio Eme Central link site

### Servicios
- Servicio de Internet Banda Ancha:
- TVI Comunicaciones SRL WISNET link site
- Cooperativa Regional de Servicios link site

## Toponimia
Este pueblo santafesino lleva el nombre, de Manuel Augusto de Montes de Oca (1831 - 1882), destacado hombre de ciencia y político argentino. Durante el sitio de Buenos Aires después de Caseros (año 1853), prestó servicios como médico y soldado. Además desempeñó el Ministerio de Relaciones Exteriores en el año 1878, durante la presidencia de Nicolás Avellaneda.

## Breve descripción de su origen
Como la mayoría de los pueblos del centro y sur de la provincia de Santa Fe, es una localidad joven (generalmente fundada a finales del siglo XIX y los inicios del siglo XX) cuyo origen se encuentra indefectiblemente ligado a la inmigración de Europeos, cuyos habitantes han heredado sus costumbres hasta la actualidad, cuyo mayor exponente es GG En aquellos momentos, la República Argentina, bajo la influencia social y política de la Generación del 80 (1880) tenía como una de sus metas principales, la población de su extenso territorio a través de una política inmigratoria basada en la idea de fomentar la llegada de ciudadanos calificados, sobre todo europeos, que pudieran ayudar a lograr un desarrollo moderno del país. Cabe aclarar, que con anterioridad, también hubo corrientes inmigratorias, más aún, si tenemos en cuenta el origen hispánico de nuestra cultura, pero se hace especial referencia a la Generación del 80, porque fue una política de estado, con planes a gran escala y que originó un flujo muy importante de personas que se asentaron en estas tierras.
Beatriz Paoloni de Nicastro, incansable defensora de la cultura monteoquina y apasionada historiadora,  cuenta en la edición complementaria de su libro "Historia de Montes de Oca" lo siguiente:

"Para remontar la investigación de los orígenes de Montes de Oca, es menester acudir al recuerdo de los dueños de la tierra de antaño, si los hubo, ya que no existen datos testimoniales de asentamientos indígenas en nuestra zona. Las tribus que recorrían las vastas llanuras del sector S.O. santafesino buscaron los cursos de agua más importantes; en el río Carcarañá, por ejemplo, habitaban los querandíes quienes, si bien pudieron explorar y recorrer el arroyo de Las Tortugas nunca vivieron en estos parajes, aunque aún hoy se encuentran piedras pulidas: bolas y boleadoras, así como puntas de flechas. 
El campo era un vasto desierto, definido por los colonizadores como "tierras de pan llevar, dehesas de inmensas grandezas, llenas de muchas yerbas" (Real Cédula Orden de 1550). Era la tierra que esperaba recibir la semilla fecunda y devolverla con creces en óptimas cosechas. Santa Fe tuvo el privilegio de ofrecerla en el Fuerte Sancti Spiritu, primera fundación europea en lo que es hoy Argentina, ya que en ella se sembraron los "primeros cincuenta gramos de trigo, que al cabo de tres meses produjeron quinientos cincuenta gramos
Sin embargo, por un período de cerca de cuatro siglos esta tierra plena de promesas quedó desolada y virgen...".

En este contexto, mientras otras zonas de la provincia, generalmente cerca del río Paraná recibían el aporte de la inmigración, los parajes de Montes de Oca seguían despoblados. Una vez asentadas las primeras colonias, comenzaron también las migraciones internas, principalmente de aquellos que salían en búsqueda de mejores zonas para vivir o en busca de algún pariente que ya se hubiera instalado con anterioridad. 
Y dentro del marco legal de sentado por la Constitución Nacional dictada en 1853, que establecía que se otorgarían en propiedad tierras fiscales para su explotación agrícola, estableciendo además una política pública de desarrollo urbano. 
Beatriz Paoloni, sigue contando 

"Allí...(a esos parajes) llegó un "escribano" desde la ciudad de Rosario (Argentina), llamado Ciro Echesortu, en representación de un caballero prominente radicado en Buenos Aires: Don Francisco de Bustamante, quien era propietario de cuatro leguas cuadradas y ciento veintitrés milésimos de otra legua cuadrada, ubicadas en el Pago de las Tortugas, y había iniciado las tramitaciones tendientes a la formación del "Pueblo y Colonia de Montes de Oca" ante las autoridades provinciales, el 21 de mayo de 1886. Esta propiedad provenía de tierras fiscales que habían pasado de mano en mano por distintos dueños, sólo interesados en bienes de renta.

El 18 de enero de 1888 el Gobernador de la Pcia de Santa Fe, Doctor José Gálvez, aprobaba "la traza del pueblo y colonia de Montes de Oca" razón por la cual se toma dicha fecha como fundacional, a pesar de que el poblamiento se hubiera concretado con anterioridad. El Escribano Don Ciro Echesortu inició la venta de los campos y el loteo de la planta urbana..."

Precisamente, los pobladores que decidieron formar parte de esta aventura y adquirieron estas tierras, fueron principalmente italianos, sobre todo de la región de Piamonte. Es más, la mayoría de las primeras familias que llegaron a Montes de Oca, eran de la ciudad de Pinerolo, situada a pocos kilómetros de Turín. 
Las primeras 5 familias que llegaron a Montes de Oca en 1886 fueron: familias Rossia, Bertino, Toia o Toya, Luppo y Marucco, las mismas llegaron juntas desde la localidad de Irigoyen, puesto que fueron traídas y aconsejadas por el escribano Ciro Echesortu que les recomendó la adquisición de las tierras que el mismo tenía encargado adjudicar.
Una de las primeras construcciones realizadas fue la iglesia, la primera capilla de Montes de Oca que luego desaparecería cuando se construyó el actual Templo Parroquial. Esa primera y desaparecida iglesia, se encontraba en la esquina de las calles Córdoba y Mendoza, donde actualmente se encuentra construido el gimnasio. 
Siguiendo con la cita de Beatriz paoloni de Nicastro... 

"Fervorosos creyentes, los colonos interesados en emprender la aventura compraron cada uno cien cuadras de campo a veinticinco pesos la cuadra, con cuatro años de plazo para formalizar el pago total, pero impusieron una condición: debían construirles la Iglesia. Según una publicación en la revista parroquial "Juventud" del 4 de abril de 1937, el pedido fue aceptado. La nave de la Iglesia se construyó en 1887; en 1888 se levantó la torre y el altar en 1916. El paso del tiempo y el crecimiento demográfico hicieron menester una nueva construcción para la casa de Dios".

Luego la población fue creciendo con la llegada de distintas familias de otras regiones de Italia y también de España. En sus orígenes fue una Colonia con bastante importancia en la región, incluso con varios representantes gremiales y políticos que trascendieron a la Provincia, luego la falta de un ramal de ferrocarril y una ruta que pasen por la localidad la condenó al encierro y a un crecimiento mucho más lento.

## Pobladores destacados
- Jerónimo Cacciabue, futbolista
- Carlos Hector Bertero, futbolista